# إيفاسيترابيب
إيفاسيترابيب Evacetrapib هو خافض شحوم من زمرة مثبطات CETP لا يزال قيد الدراسة، يعمل على زيادة مستويات البروتين دهني مرتفع الكثافة وخفض مستويات البروتين شحمي. لايسبب زيادة في الألدستيرون ولا ارتفاع في ضغط الدم كما يفعل مركب torcetrapib (المركب الأول المصمم من هذه المجموعة، وقد تم إيقاف استخدامه بسبب زيادة احتمال حدوث أمراض القلب والشرايين عند استخدامه).